# Pitfall: The Mayan Adventure
Pitfall: The Mayan Adventure (рус. Питфол: Приключение Майя) — видеоигра в жанре платформер, разработанная и изданная компанией Activision для Sega Genesis в 1994 году. Является четвёртой частью франшизы Pitfall и продолжением игры Pitfall! для Atari 2600 1982 года.

## Обзор игры

Кадр из второго уровня компьютерной версии

Герой игры — парень по имени Гарри Питфол-младший (англ. Pitfall Harry, Jr.), разыскивающий своего отца (героя предыдущей игры серии).
Игра представляет собой платформер с боковым сайд-скроллиногом и двухмерной графикой. Игровой процесс заключается передвижениях персонажа по локациям и уничтожении им врагов. Цель игры — пройти все уровни дабы освободить отца (главного героя оригинальной Pitfall!). Игра состоит из 13 уровней, среди которых джунгли, водопад, шахта и другие.
Враги в игре — змеи, обезьяны, крокодилы и прочие обитатели джунглей. Нередко на пути персонажа встречаются разнообразные ловушки (например, зыбучие пески). В конце некоторых уровней игрока ждут сражения с боссами — особо сильными противниками; уровень их здоровья отображается специальным индикатором.
В игре довольно много полезных предметов: камни позволяют успешнее бороться с врагами, часы замедляют время, сердце увеличивает здоровье, изображение Гарри даёт дополнительную жизнь. Также в игре есть точки сохранения.
Несмотря на сходный геймплей, от предыдущей части игру отличает более совершенная графика, а также бо́льшее разнообразие уровней, возросшее количество врагов и полезных предметов.

## Оценки
| Сводный рейтинг    | Сводный рейтинг                  |
| Агрегатор          | Оценка                           |
| ------------------ | -------------------------------- |
| GameRankings       | 53,09 % (GBA)                    |
| Иноязычные издания |                                  |
| Издание            | Оценка                           |
| EGM                | 7,6/10 (SCD) 6,625/10 (32X)      |
| Famitsu            | 30/40 (SNES)                     |
| Next Generation    | (JAG) · (32X, Win) · (SCD, SNES) |

В целом критики встретили игру благосклонно. Например, версию для SNES журналы GamePro и Video Games & Computer Entertainment оценили достаточно высоко — 5 из 5 и 9 из 10 баллов. Высокие оценки получили и версии для Atari, Sega и Windows. При этом версия для Game Boy в обзоре сайта IGN получила оценку 5 баллов из 10.